# Alberto Alpago-Novello
Alberto Alpago-Novello (Feltre, 27 giugno 1889 – Frontin, 1985) è stato un architetto, urbanista e storico dell'architettura italiano.

## Biografia
Figlio del medico e studioso Luigi Adriano e Amelia Valduga, fu a sua volta padre dell'architetto Adriano Alpago-Novello. Dopo gli studi al liceo classico "Marco Foscarini" di Venezia, si rivolse allo studio delle lingue antiche, storia dell'arte, letteratura e scienze naturali. Nel 1912 si laureò presso la Scuola superiore di architettura del Politecnico di Milano (allora chiamato Regio Istituto Tecnico Superiore) e nel 1913 ottenne il diploma all'Accademia di belle arti di Brera. Alla fine degli studi mantenne i contatti con i suoi compagni dell'università, con i quali intraprese numerosi viaggi documentati da appunti, schizzi e collaborazioni. Con l'architetto Ottavio Cabiati, nel 1913 partecipò al concorso per il nuovo Palazzo Reale in Bulgaria, classificandosi al quarto posto. Deciso a fare un'esperienza lavorativa, si recò per circa un anno a Firenze presso l'impresa di costruzione Palagi. Nell'ambiente fiorentino entrò a contatto diretto con le principali opere del Rinascimento.
Negli anni della grande guerra (1915-1918) partecipò in qualità di ufficiale dei servizi tecnici del Genio militare, dirigendo lavori di vario tipo nelle zone montane della valle del Maé, valle del Boite e dell'alto Cordevole e nell'area pedemontana veneta. Completò un archivio personale di diari di guerra, appunti di lavoro, progetti, disegni, fotografie, cartografie, medaglie, cartoline, distintivi, mostrine, conservato presso la Fondazione Giovanni Angelini a Belluno.
A guerra finita (1919), ritornò a Milano e con Cabiati e Guido Ferrazza, conosciuti all'università, aprì uno studio di architettura, e d'arte, attrezzato per le tecniche dell'incisione, dell'acquaforte, dell'acquarello e della fotografia. Con Cabiati e Ferrazza progettò nel 1920 l'istituto commerciale a Feltre e l'istituto Dante Alighieri a Treviso. Dal 1923 si dedicò all'urbanistica, partecipando con l'architetto Alessandro Minali al concorso dell'Accademia di Brera riguardante la zona della vecchia stazione ferroviaria di Milano (premio Vittadini). Nel 1924 ottenne il primo premio per la partecipazione, con Cabiati e lo scultore Salvatore Saponaro, al concorso per la progettazione del monumento milanese ai caduti; il monumento fu poi inaugurato il 4 novembre 1928 accanto alla basilica di Sant'Ambrogio. Sempre nel 1924 fondò il Club degli urbanisti con Giuseppe De Finetti, Emilio Lancia, Tomaso Buzzi, Giovanni Muzio e Ottavio Cabiati. Il club ottenne nel 1926 il secondo premio al concorso per il piano regolatore della città di Milano con il progetto "Forma Urbis Mediolani". In contemporanea alla creazione del Club degli urbanisti, sempre nel 1924 fondò con Muzio e Gio Ponti a Milano il primo nucleo della sezione milanese dell'Associazione tra i cultori di architettura, che si propose di promuovere lo studio architettonico della città.
Nel 1928-29 entrò, con Carlo Carrà e lo scultore Adolfo Wildt, nella Commissione edilizia del comune di Milano, dedicata all'analisi delle concessioni edilizie e dei provvedimenti urbanistici. In particolare, svolse un compito determinante, dal 1928 al 1930, nei movimenti di opposizione al piano regolatore dell'Ufficio urbanistico della città progettato da Cesare Albertini. Negli stessi anni a Milano eseguì altri progetti architettonici: oltre al citato monumento ai caduti, la Federazione dei sindacati commercianti e il padiglione delle industrie casalinghe alla Fiera di Milano (1928), entrambi con Ottavio Cabiati, e la propria abitazione e atelier in via Melzi d'Eril 6 (1931), con Cabiati e Alessandro Minali.
Dagli inizi degli anni trenta lavora in Libia, realizzando tra l'altro i piani regolatori di Tripoli e Bengasi, rispettivamente con Cabiati e Ferrazza (1930/31). Progettò anche diversi piani regolatori per città italiane, quali il concorso per Pisa, con Cabiati, Ferrazza e Muzio (1930), per Verona con Cabiati, Muzio e Poggi (1932, secondo premio) e per Belluno con Cabiati e Adriano Barcelloni Corte (1936, primo premio). Tra i più importanti progetti realizzati a Belluno si segnalano il palazzo Littorio (1926-1928), oggi sede degli uffici provinciali, il giardino della stazione (1929), i giardini di piazza Campitello (1930), il Palazzo delle Poste (1933-1936) e l'attiguo giardino di piazza Castello, la sede della Cassa di risparmio (1939) e la Banca d'Italia (1940), e il complesso restauro di palazzo Reviviscar, sede dell'Unione fascista degli industriali.
Nelle colonie realizzò diversi progetti, quali il palazzo del Governatore (1928), la casa del fascio con edifici commerciali (1931) e la sede della Cassa di risparmio della Cirenaica (1935) a Bengasi; il quartiere degli impiegati INCIS (1933) e la Banca di Roma (1937) a Tripoli.
Un altro ambito in cui Alberto Alpago Novello risultò attivo fu quello delle esposizioni di architettura. Dagli anni venti in poi presentò i suoi progetti in numerosi eventi di fama internazionale, quali la Prima mostra d'architettura promossa dalla Famiglia Artistica di Milano (1921), la Prima mostra d'architettura della I Biennale di Roma (1921), la I Biennale (1923) e la IV Triennale di Monza (1930), l'Esposizione internazionale di architettura moderna a Budapest (1930), la V Triennale di Milano (1933), la Mostra nazionale dello sport a Milano (1935) e la Mostra urbanistica italiana a Vienna (1938). In qualità di co-organizzatore di mostre, collaborò inoltre con la IV Triennale di Milano (1930), la Mostra internazionale di architettura all'interno della V Triennale di Milano (1933), la Mostra dello sport italiano (1935) e la Mostra del libro italiano antico alla VII Triennale di Milano (1940).
Dopo la seconda guerra mondiale, si dedicò intensamente all'attività di architetto, letterato, storico e archeologo, spostando l'attenzione nell'area bellunese, territorio natale. Si prodigò infatti per la difesa di beni archeologici e storici e come illustratore d'arte (chiese, cippi, castelli). Nel 1946 venne nominato direttore della rivista locale Archivio storico di Feltre, Belluno, Cadore (1946). Nel 1972 pubblicò il volume Da Altino a Maia sulla via Claudia Augusta, testo sul percorso della via Claudia Augusta Altinate. Collaborò anche con numerose riviste di architettura moderna come Domus, Rassegna, Dedalo.
Alpago Novello si interessò anche di gnomonica, scienza della costruzione delle meridiane. Il risultato di questa sua specializzazione è visibile in una serie di otto articoli didattico-illustrativi su «Domus» (anni 1928-31) e nel restauro delle due meridiane sui corpi laterali della villa Barbaro a Maser (1950). Prossimo alla laurea l'uno, giovanissimo assistente l'altro, Alberto Alpago-Novello fu allievo e poi amico di Piero Portaluppi, con cui divideva la passione per la gnomonica. Alla morte dell'architetto su richiesta della famiglia Portaluppi coordinò l'edizione postuma del libro Gnomonica atellana (1968).